# Bohas-Meyriat-Rignat
Bohas-Meyriat-Rignat es una comuna francesa situada en el departamento de Ain, de la región de Auvernia-Ródano-Alpes. Pertenece a la comunidad de aglomeración del Bassin de Bourg-en-Bresse.

## Historia
Se formó en enero de 1974 por la agrupación de Bohas, Meyriat y Rignat.

## Demografía
| 595 | 537 | 506 | 597 | 657 | 727 | 795 | 874 | 930 |
| Para los censos de 1962 a 1999 la población legal corresponde a la población sin duplicidades (Fuente: INSEE [Consultar]) |     |     |     |     |     |     |     |     |